# Suzanne Kockat
Suzanne Kockat (* 31. Januar 1976 in Ost-Berlin) ist eine deutsche Schauspielerin.

## Leben
Kockat absolvierte von 1998 bis 2002 eine Schauspielausbildung an der Schauspielschule Die Etage Berlin in Berlin. Neben ihrer Schauspielausbildung hatte sie auch Unterricht in Stepptanz, Ballett und Gesang.
Ab Anfang der 1990er Jahre spielte Kockat zunächst kleinere Rollen in verschiedenen Fernsehserien. Ihre Fernsehengagements setzte sie auch während ihrer Schauspielausbildung fort. Kockat übernahm hierbei wiederkehrende Episodenrollen und Gastrollen.
Nach Abschluss ihrer Schauspielausbildung erhielt Kockat ein Engagement als Theaterschauspielerin am Theater Native C in Cottbus. Dort spielte Kockat ab 2003 unter anderem die Elisabeth in Richard III. von William Shakespeare und die Buhlschaft in Jedermann von Hugo von Hofmannsthal. Außerdem übernahm Kockat das Klärchen in der Operette Im weißen Rößl. In einer Bühnenfassung des Märchens Hänsel und Gretel übernahm sie die Rolle der Gretel. Außerdem trat sie an der Kleinen Komödie Cottbus als Jungfer Eve in Der zerbrochne Krug von Heinrich von Kleist auf.
In dem Film Der Teufel von Rudow spielte sie 2004 die Rolle der jungen, attraktiven Privatdetektivin Eve LaRoche.
Bekannt wurde Kockat insbesondere durch ihre Nebenrolle in der Fernsehserie Gute Zeiten, schlechte Zeiten. Kockat spielte darin von 2008 bis 2010 die Rolle der Edel-Prostituierten Anna Galuba, der Schwester der Filmrolle Katrin Flemming-Gerner. Von 2015 bis 2016 war Kockat erneut in dieser Rolle zu sehen.

## Filmografie (Auswahl)
- 1996: Wolffs Revier
- 1998: Hallo, Onkel Doc!
- 2002: Sternenfänger
- 2002–2003: Berlin, Berlin
- 2003: Im Namen des Gesetzes
- 2003: Wunschkinder und andere Zufälle
- 2005: Abschnitt 40
- 2007: Die Rettungsflieger
- 2008: SOKO Leipzig
- 2008–2010, 2015–2016: Gute Zeiten, schlechte Zeiten